# Universitatea Ritsumeikan
Universitatea Ritsumeikan (立命館大学 Ritsumeikan daigaku?) sau Ritsumeidai (立命大?) este o instituție de învățământ superior din Kyoto, Japonia, care își are originile în anul 1869. Pe lângă campusul său principal din Kyoto, universitatea are și campusuri satelit în Ibaraki, Osaka și Kusatsu, Shiga.
Astăzi, Universitatea Ritsumeikan este cunoscută ca una dintre cele mai prestigioase universități din vestul Japoniei, parte a abrevierii „Kan-Kan-Do-Rits”関関同立(Universitatea Kwansei Gakuin, Universitatea Kansai, Universitatea Doshisha și Universitatea Ritsumeikan) care se referă la cele patru universități private de top din regiunea Keihanshin.
Universitatea Ritsumeikan este cunoscută pentru Științe Sociale, în special pentru Relații Internaționale (IR), precum și pentru departamentele de Știință și Inginerie, Școala Absolventă de Relații Internaționale fiind singurul membru japonez al Asociației Școlilor Profesionale de Afaceri Internaționale.

## Profesori renumiți
- Tomioka Tessai (1837-1924)

## Absolvenți renumiți
- Ando Momofuku (n. 1910)
- Kenta Izumi (n. 1974)
- Kuraki Mai (n. 1982)